# Apostolis Totsikas
Apostolis Totsikas (ur. 10 stycznia 1983 w Atenach) – grecki aktor i model.

## Życiorys
Urodził się w Atenach, w rodzinie aktora Jana Totsikasa. Pochodzi z Nomos Larisa. W młodym wieku wraz z rodzicami i rodzeństwem przeprowadził się do Wolos, gdzie spędził dzieciństwo i uczęszczał do liceum. Po ukończeniu szkoły powrócił do Aten, gdzie w 2003 roku ukończył szkołę teatralną działającą przy Teatrze Narodowym. Jego pierwszym doświadczeniem był udział w dramacie Tak doszedł do siebie (Piso porta, 2000), dubbing roli Kenai do filmu animowanego Mój brat niedźwiedź (2003) oraz występ w greckim serialu 504 km na północ od Aten (504 hiliometra voreia tis Athinas, 2004). W 2003 r. zadebiutował na scenie w sztuce Dźwięk broni w Regional Theatre of Agrinio.

## Filmografia

### Filmy fabularne
- 2000: Piso porta jako fan szkolnego futbolu #5
- 2003: Mój brat niedźwiedź (Brother Bear) jako Kenai (głos)
- 2004: R20 jako Alkis
- 2004: Panny młode (Nyfes) jako Nikolas
- 2005: Exit
- 2009: To kako - Stin epohi ton iroon jako Androkles
- 2009: W głębi ogrodu (Sto vathos kipos) jako Nondas

### Seriale TV
- 2004: Ta paidia tis Niovis jako
- 2006: Oi istories tou astynomou Beka jako Aggelos
- 2006: S1ngles
- 2007: Mazi sou jako Aris
- 2007–2008: Yperoha plasmata jako Panagiotis
- 2008–2009: To kleidi tou Paradeisou jako Dionysis